# A Romance of the Forest Reserve
A Romance of the Forest Reserve è un cortometraggio muto del 1914 diretto da William Duncan.

## Produzione
Il film fu prodotto dalla Selig Polyscope Company.

## Distribuzione
Distribuito dalla General Film Company, il film - un cortometraggio in una bobina - uscì nelle sale cinematografiche statunitensi il 14 aprile 1914.